# The Unpainted Woman
The Unpainted Woman er en amerikansk stumfilm fra 1919 af Tod Browning.

## Medvirkende
- Mary MacLaren som Gudrun Trygavson
- Thurston Hall som Martin O'Neill
- David Butler som Charley Holt
- Laura La Varnie
- Fritzi Ridgeway som Edna